# 渡辺林太郎
渡辺 林太郎（わたなべ りんたろう、生年不詳 - 1947年（昭和22年）2月1日）は、救世軍士官で、第二次世界大戦中の日本救世軍（救世団）の指導者である。
静岡県の南伊豆に生まれ、中学校卒業後、1905年に明治大学商学部専門科に入学する。その年9月に救世軍の集会に出席して回心する。1908年に明治大学を卒業した後、救世軍士官学校に入学する。1909年10月ロンドン救世軍万国士官学校に入学する。帰国後、大連、京橋の小隊長になり、東京府神田の日本本営に勤務し、東京西部連隊長、日本救世軍士官学校校長に就任する。
1940年に指導者の山室軍平中将が死去すると、救世軍の幹部は憲兵隊に取調べを受ける。救世団へと組織変更を行い、渡辺が選挙で団長に選ばれる。1941年に救世団が第11部で日本基督教団に加入する時に、渡辺が第11部の参与に選ばれる。
1943年に家族と共に大連に移り、伝道活動を行う。終戦後、帰国事業に従事するが過労で倒れ死去する。